# Marie Habsburská
Marie Habsburská (15. září nebo 17. září 1505, Brusel – 18. říjen 1558, Cigales, díky sňatku s králem Ludvíkem Jagellonským označována také jako Marie Uherská, Rakouská nebo podle svého původu Španělská), byla šlechtična z rodu španělských Habsburků, manželka českého, uherského a chorvatského krále, Ludvíka Jagellonského.
Její manžel byl druhým a posledním králem z rodu Jagellonců na českém trůně, její bratr Ferdinand I. Habsburský zahájil téměř čtyři sta let vlády svých potomků v Českém království.

## Původ
Marie se narodila v Bruselu jako výsledek dočasného milostného sblížení Filipa I. a jeho manželky Jany Kastilské. Jejími prarodiči ze strany otce byli císař Maxmilián I. Habsburský a jeho první manželka Marie Burgundská, ze strany matky španělský královský pár Ferdinand II. Aragonský a Isabela Kastilská.
Marie byla mladší sestrou římskoněmeckého císaře a španělského krále Karla V. a středoevropského monarchy Ferdinanda I., sestrou francouzské a portugalské královny Eleonory, portugalské královny Kateřiny a švédské, dánské a norské královny Izabely.

## Námluvy Jagellonců a Habsburků
Dne 23. července 1503 porodila královna Anna z Foix svému choti Vladislavovi Jagellonskému jeho prvního toužebně očekávaného potomka, dceru Annu. To pomohlo uvolnit v té době již velmi napjaté vztahy mezi budínským královským dvorem a římským králem Maxmiliánem I., který Vladislavovi okamžitě nabídl sňatek Anny s některým ze svých vnuků (Ferdinanda Habsburského si Anna později skutečně vzala).
Návrh na dynastické spojení našel u krále Vladislava příznivý ohlas. Po jeho vážném onemocnění se však zdálo, že tento krok sotva půjde prosadit mírovou cestou, neboť tzv. uherská „národní“ strana, nechtěla připustit, aby se někdy stal panovníkem v Uhrách cizinec. Přesto Maxmilián požádal již v polovině roku 1504 o princezninu ruku. Vladislav začal navzdory odporu uherské šlechty vyjednávat s Habsburky, s podporou královny Anny.
Dne 1. července 1506 se narodilo druhé dítě Vladislava Jagellonského a Anny z Foix, syn Ludvík. Král Vladislav měl konečně mužského dědice. Přestože byl chlapec velmi slabý, udržel se při životě. Ještě než byl Marii jeden rok, byla svým dědem Maxmiliánem 20. března 1506 zaslíbena tomuto jedinému synovi Vladislava Jagellonského.

## Česká a uherská královna
Sňatky Ludvíka s Marií a Ferdinanda s Annou a vzájemná nástupnická práva byla dohodnuta roku 1515 ve Vídni císařem Maxmiliánem I. Habsburským, Vladislavem Jagellonským a Zikmundem I. Starým. Za Ludvíka se Marie provdala 13. ledna 1522 v Budě. 1. června 1522 byla korunována českou královnou (uherskou už korunována byla). Marie ovšem byla královnou jen čtyři roky a sedm měsíců. 29. srpna 1526 Ludvík zemřel v bitvě u Moháče. Z manželství se nenarodily děti a českou a uherskou korunu tak nakonec získal Mariin bratr Ferdinand, manžel Ludvíkovy sestry Anny.

## Regentka v Holandsku

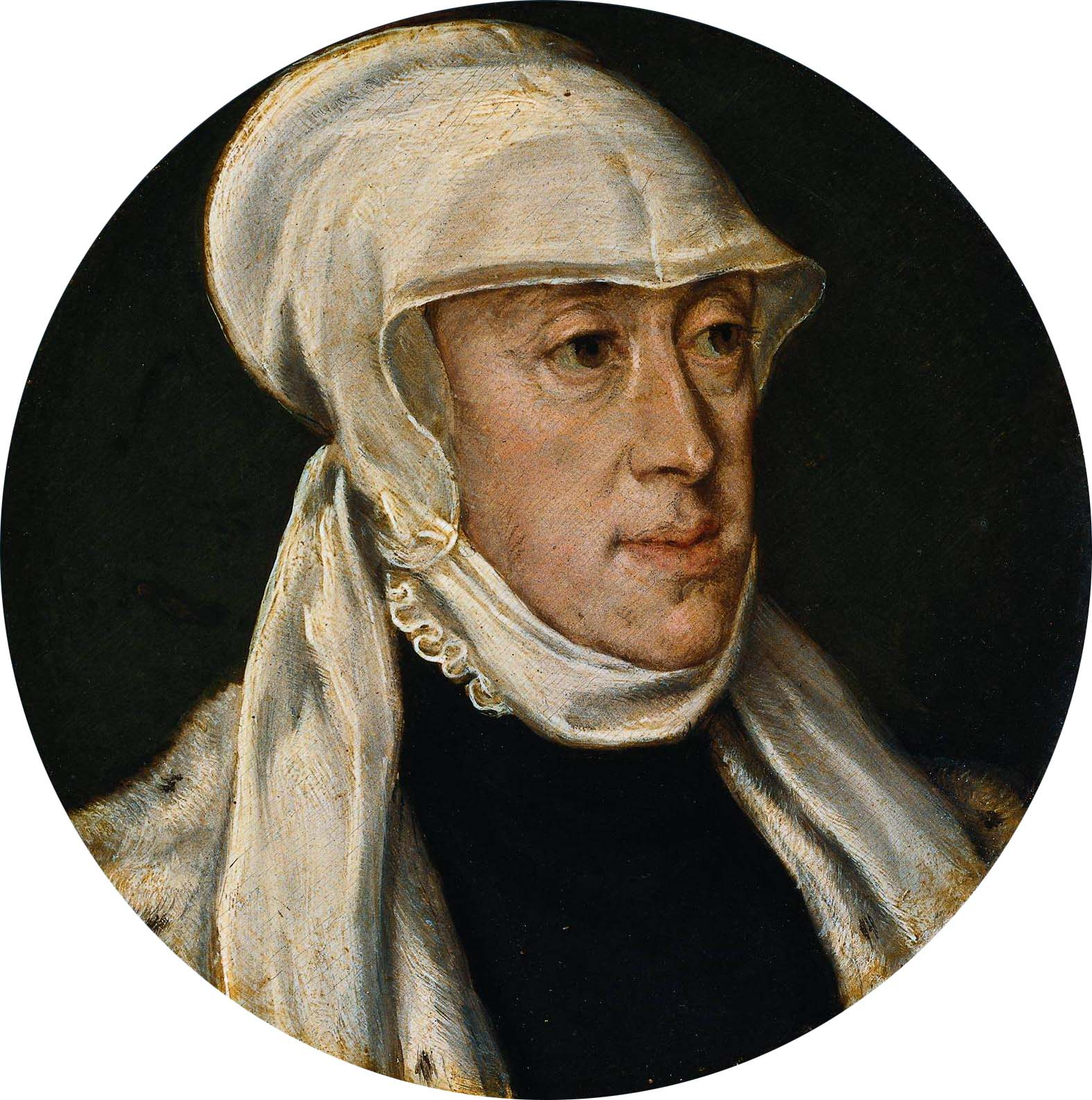
Zestárlá Marie Habsburská

Marie se znovu nevdala a její šance na osobní vládu přišla o čtyři roky později. Její teta Markéta Rakouská zemřela 1. prosince 1530 a pro Marii se tak uvolnila pozice guvernérky sedmnácti nizozemských provincií.
Karel V. svou sestru Marii ustavil roku 1531 místodržitelkou Nizozemí a na tomto postu zůstala až do roku 1555, kdy ji vystřídal kníže Emanuel Filibert Savojský. Již na počátku její vlády došlo v Bruselu k povstání vyvolaném tlakem císaře na finanční a vojenskou pomoc proti tureckému sultánovi. Krátce poté došlo k přírodní katastrofě, kdy rozbouřené moře strhlo hráze a domy. Marie přestala náročnou situaci zvládat a zhroutila se.
| „                         | Smutek, který mne přepadl po smrti krále, mého muže, jak již Vám bylo řečeno, natolik oslabil mou mysl, že nejsem schopna unést to, co bych měla ve svém postavení činit... | “ |
| — z dopisu Marie Karlu V. | |   |

Karel reagoval na sestřino zhroucení a poslal jí na pomoc svého důvěrníka Charlese de Poupet a po čase se Marie vzchopila a její duševní stav se vyrovnal. Karel jí věnoval hrad Binche jižně od Bruselu jako odměnu za její služby. Marie tento hrad vědomě přebudovala ve stylu Fontainebleau.
Někdejší nizozemská regentka Marie Habsburská zemřela roku 1558 v Cigales. V poslední vůli si přála, aby zlatý medailon ve tvaru srdce, který kdysi nosil její manžel, byl rozbit a kousky rozdány chudým.

## Vývod z předků
|                  |                          |  |                        |                             |  |  |  |  |  |  |  | Arnošt Habsburský |
|                  |                          |  |                        |                             |  |  |  |  |  |  |  |                   |
|                  | Fridrich III. Habsburský |  |                        |                             |  |  |  |  |  |  |  |                   |
|                  |                          |  |                        |                             |  |  |  |  |  |  |  |                   |
|                  |                          |  |                        | Cimburgis Mazovská          |  |  |  |  |  |  |  |                   |
|                  |                          |  |                        |                             |  |  |  |  |  |  |  |                   |
|                  | Maximilián I. Habsburský |  |                        |                             |  |  |  |  |  |  |  |                   |
|                  |                          |  |                        |                             |  |  |  |  |  |  |  |                   |
|                  |                          |  |                        | Eduard I. Portugalský       |  |  |  |  |  |  |  |                   |
|                  |                          |  |                        |                             |  |  |  |  |  |  |  |                   |
|                  | Eleonora Portugalská     |  |                        |                             |  |  |  |  |  |  |  |                   |
|                  |                          |  |                        |                             |  |  |  |  |  |  |  |                   |
|                  |                          |  |                        | Eleonora Aragonská          |  |  |  |  |  |  |  |                   |
|                  |                          |  |                        |                             |  |  |  |  |  |  |  |                   |
|                  | Filip I. Sličný          |  |                        |                             |  |  |  |  |  |  |  |                   |
|                  |                          |  |                        |                             |  |  |  |  |  |  |  |                   |
|                  |                          |  |                        | Filip III. Dobrý            |  |  |  |  |  |  |  |                   |
|                  |                          |  |                        |                             |  |  |  |  |  |  |  |                   |
|                  | Karel Smělý              |  |                        |                             |  |  |  |  |  |  |  |                   |
|                  |                          |  |                        |                             |  |  |  |  |  |  |  |                   |
|                  |                          |  |                        | Isabela Portugalská         |  |  |  |  |  |  |  |                   |
|                  |                          |  |                        |                             |  |  |  |  |  |  |  |                   |
|                  | Marie Burgundská         |  |                        |                             |  |  |  |  |  |  |  |                   |
|                  |                          |  |                        |                             |  |  |  |  |  |  |  |                   |
|                  |                          |  |                        | Karel I. Bourbonský         |  |  |  |  |  |  |  |                   |
|                  |                          |  |                        |                             |  |  |  |  |  |  |  |                   |
|                  | Isabella Bourbonská      |  |                        |                             |  |  |  |  |  |  |  |                   |
|                  |                          |  |                        |                             |  |  |  |  |  |  |  |                   |
|                  |                          |  |                        | Anežka Burgundská           |  |  |  |  |  |  |  |                   |
|                  |                          |  |                        |                             |  |  |  |  |  |  |  |                   |
| Marie Habsburská |                          |  |                        |                             |  |  |  |  |  |  |  |                   |
|                  |                          |  |                        |                             |  |  |  |  |  |  |  |                   |
|                  |                          |  | Ferdinand I. Aragonský |                             |  |  |  |  |  |  |  |                   |
|                  |                          |  |                        |                             |  |  |  |  |  |  |  |                   |
|                  | Jan II. Aragonský        |  |                        |                             |  |  |  |  |  |  |  |                   |
|                  |                          |  |                        |                             |  |  |  |  |  |  |  |                   |
|                  |                          |  |                        | Eleonora z Alburquerque     |  |  |  |  |  |  |  |                   |
|                  |                          |  |                        |                             |  |  |  |  |  |  |  |                   |
|                  | Ferdinand II. Aragonský  |  |                        |                             |  |  |  |  |  |  |  |                   |
|                  |                          |  |                        |                             |  |  |  |  |  |  |  |                   |
|                  |                          |  |                        | Fadrique Enríquez           |  |  |  |  |  |  |  |                   |
|                  |                          |  |                        |                             |  |  |  |  |  |  |  |                   |
|                  | Jana Enríquezová         |  |                        |                             |  |  |  |  |  |  |  |                   |
|                  |                          |  |                        |                             |  |  |  |  |  |  |  |                   |
|                  |                          |  |                        | Mariana Fernández z Córdoby |  |  |  |  |  |  |  |                   |
|                  |                          |  |                        |                             |  |  |  |  |  |  |  |                   |
|                  | Jana I. Kastilská        |  |                        |                             |  |  |  |  |  |  |  |                   |
|                  |                          |  |                        |                             |  |  |  |  |  |  |  |                   |
|                  |                          |  |                        | Jindřich III. Kastilský     |  |  |  |  |  |  |  |                   |
|                  |                          |  |                        |                             |  |  |  |  |  |  |  |                   |
|                  | Jan II. Kastilský        |  |                        |                             |  |  |  |  |  |  |  |                   |
|                  |                          |  |                        |                             |  |  |  |  |  |  |  |                   |
|                  |                          |  |                        | Kateřina z Lancasteru       |  |  |  |  |  |  |  |                   |
|                  |                          |  |                        |                             |  |  |  |  |  |  |  |                   |
|                  | Isabela Kastilská        |  |                        |                             |  |  |  |  |  |  |  |                   |
|                  |                          |  |                        |                             |  |  |  |  |  |  |  |                   |
|                  |                          |  |                        | Jan Portugalský             |  |  |  |  |  |  |  |                   |
|                  |                          |  |                        |                             |  |  |  |  |  |  |  |                   |
|                  | Isabela Portugalská      |  |                        |                             |  |  |  |  |  |  |  |                   |
|                  |                          |  |                        |                             |  |  |  |  |  |  |  |                   |
|                  |                          |  |                        | Isabela z Braganzy          |  |  |  |  |  |  |  |                   |
|                  |                          |  |                        |                             |  |  |  |  |  |  |  |                   |